# Eddie Mannis
Eddie Mannis là một chính khách người Mỹ, người được bầu vào Hạ viện Tennessee năm 2020. Ông sẽ đại diện cho Khu vực Hạ viện số 18 với tư cách là thành viên của Đảng Cộng hòa Tennessee.
Mannis, một doanh nhân từ Knoxville, trước đây đã tranh cử thị trưởng thành phố trong cuộc bầu cử thị trưởng Knoxville năm 2019, giành chiến thắng trong vòng đầu tiên nhưng thua Indya Kincannon. Chiến thắng của ông trong cuộc bầu cử sơ bộ hạ viện đảng Cộng hòa năm 2020 ban đầu bị thách thức bởi ứng cử viên Gina Oster với lý do Mannis đã bỏ phiếu trong cuộc bầu cử sơ bộ tổng thống của Đảng Dân chủ năm 2020, nhưng được giữ nguyên sau khi Mannis khẳng định rằng ông là một đảng viên Cộng hòa ôn hòa và bỏ phiếu chéo chỉ để ngăn Bernie Sanders hoặc Elizabeth Warren trở thành ứng cử viên của đảng Dân chủ.
Cùng với Torrey Harris, Mannis sẽ là một trong hai đại diện của bang công khai LGBT đầu tiên được bầu chọn ở Tennessee.